# Alberto Lecchi
Alberto Lecchi (Lomas de Zamora, 12 de febrero de 1954) es un director y guionista argentino. Desde noviembre de 2024 es el presidente del Club Atlético Temperley, cargo que desempeñó anteriormente entre 2016 y 2017.

## Cine

### Director
- El sueño de Cecilia (cortometraje) (1984)
- A todo Pinti (show teatral de Enrique Pinti (1993)
- Perdido por perdido (1993)
- El dedo en la llaga (1996)
- Secretos compartidos (1998)
- Operación Fangio (1999)
- Apariencias (2000)
- Nueces para el amor (2000)
- Déjala correr (2001)
- El juego de Arcibel (2003)
- 18-J (2004)
- Una estrella y dos cafés (2006)
- El frasco (2008)
- Sola contigo (2013)
- Te esperaré (2017)

### Ayudante de dirección
- Custodio de señoras (1979)
- Expertos en pinchazos (1979)
- El rey de los exhortos (1979)
- La playa del amor (1980)
- Desde el abismo (1980)
- Días de ilusión (1980)
- Comandos azules en acción (1980)
- Tiempo de revancha (1981)
- Últimos días de la víctima (1982)
- Plata dulce (1982)
- Buenos Aires Rock (1983)
- El arreglo (1983)
- Pasajeros de una pesadilla (1984)
- Camila (1984)
- Venido a menos (1984)
- Luna caliente (1985)
- Sobredosis (1986)
- Otra historia de amor (1986)
- Stormquest (1987)
- El año del conejo (1987)
- The Stranger (1987)
- Two to Tango (1988)
- La amiga (1988)
- Nunca estuve en Viena (1989)
- Blauäugig (1989)
- Dios los cría (1991)
- La pluma del ángel (1992)
- El caso María Soledad (1993)

### Guionista
- El sueño de Cecilia (cortometraje) (1984)
- Un lugar en el mundo (1992)
- Perdido por perdido (1993)
- El dedo en la llaga (1996)
- Territorio comanche (1997)
- Secretos compartidos (1998)
- Nueces para el amor (2000)
- Déjala correr (2001)
- El juego de Arcibel (2003)
- Una estrella y dos cafés (2006)
- Te esperaré (2017)

### Productor
- El sueño de Cecilia (cortometraje) (1984)
- Perdido por perdido (1993)
- El dedo en la llaga (1996)

## Televisión

### Director
- Epitafios (2004)
- Mujeres asesinas (2006-2008)
- Variaciones (2008-2009)
- Epitafios 2 (2009)
- Impostores (2009)
- Maltratadas (2011)
- En terapia (2014)
- Secreto bien guardado (2019)

### Guionista
- Variaciones (2008)

## Página oficial
- https://web.archive.org/web/20161230232740/http://www.lecchialberto.com.ar/

- Datos: Q4257645